# Hemijana bimaculata
Espèce
Synonymes
- Dreata bimaculata Dewitz, 1879

Hemijana bimaculata est une espèce de lépidoptères de la famille des Eupterotidae.